# Grube Silberkaule

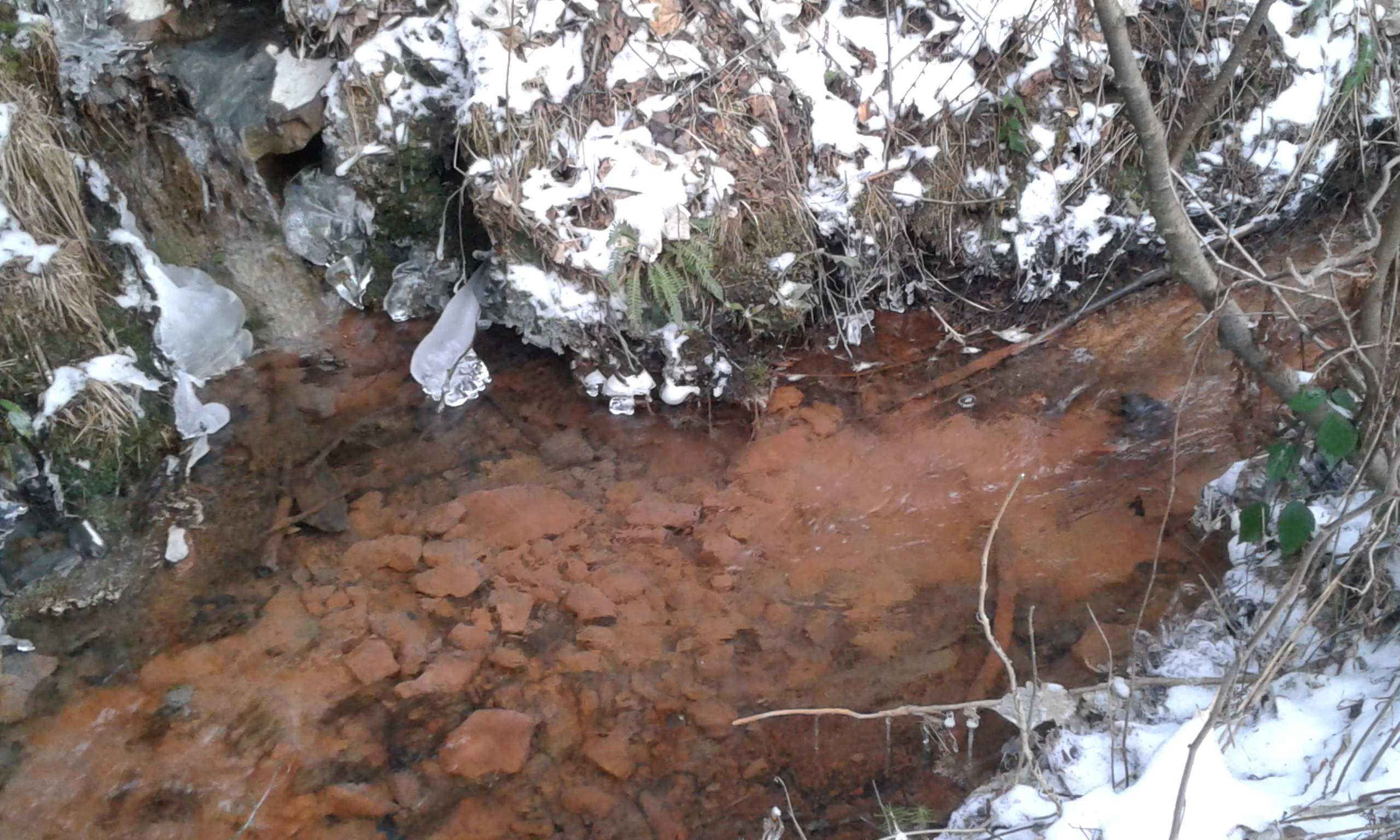
Zufluss zum Heckbach im Grubengelände Silberkaule

Die Grube Silberkaule war eine Buntmetallerz-Grube des Bensberger Erzreviers in Engelskirchen  im Ortsteil Loope.

## Geschichte

### Mittelalter
Bereits im 13. Jahrhundert hat auf der Grube Silberkaule Bergbau stattgefunden. Auf der Anhöhe des Heckbergs verläuft ein etwa 600 Meter langer Pingenzug von Ost nach West. Oberhalb dieser Pingen fand man bei Untersuchungsarbeiten die Grundflächen von 32 Häusern unterschiedlicher Größe, in denen Bergarbeiterfamilien gewohnt haben müssen.

### Neuzeit
1745 wurde durch die Hauptgewerken Grafen von Nesselrode-Ehreshoven der sogenannte Mittelstollen vorangetrieben. Dieser Stollen ist vermutlich identisch mit einem 300 m langen Stollen mit sieben Lichtlöchern. Da der Erzgang nicht aufgefunden wurde, lag das Bergwerk brach. Erst 1802 wurde die Grube wieder betrieben. Gewerken waren Bürgermeister Rumpe und L. Hunsdicker aus Altena, Metzger aus Elberfeld und Staatsrat von Scheubeler aus Iserlohn.
Diese erwarben 1804 die Bröler Hütte, um dort die hier gewonnenen Erze zu verschmelzen. Ein tiefer Stollen aus dem Heckbachtal wurde von Norden her getrieben. Außerdem wurde mit einem Tiefbau unter diesem Stollen begonnen.
Die Morsbacher Hüttengewerkschaft übernahm 1835 das Bergwerk. Die erste Verleihung auf den Namen Silberkaule erfolgte 1838. Aufschlussarbeiten wurden unternommen und dazu der Tiefbau gesümpft. Trotz guter Aufschlüsse musste dieser Betrieb 1844 wieder aufgegeben werden, weil es Schwierigkeiten mit der Wasserhaltung gab. In diesem Zuge wurde auch die Bröler Hütte stillgelegt.
1864 übernahm die Rheinisch-Nassauische Bergwerksgesellschaft die Grube, nachdem ein Geviertfeld verliehen worden war. Ab 1868 schloss sich eine zweite Bauphase an, die 1892 endete.
1868 entstand ein Maschinenschacht mit vier Tiefbausohlen und weiteren vier Gesenken. Ende der 1870er-Jahre wurde ein weiterer Maschinenschacht abgeteuft. Die Jahresförderleistung betrug bis zu 2.000 t Bleierz.
In den 80er-Jahren zeigte sich eine Verarmung der Erzführung. Dadurch musste der Tiefbau aufgegeben werden. 1891 wurde der Betrieb vorübergehend eingestellt. Versuchsarbeiten wurden auf der westlichen Gangfortsetzung noch bis 1896 unternommen, die aber keine Erfolge mehr zeigten. In der gesamten Betriebszeit wurden 543 Tonnen Zink- und 30.315 Tonnen Bleierze gefördert.

### Bodendenkmal
Das Grubengelände ist heute ein eingetragenes Bodendenkmal der Gemeinde Engelskirchen.

## Betrieb und Anlagen
Das Bergwerk Silberkaule war durch einen Stollen, die drei Schächte Mals, Baur und Carl Paula, die eine Gesamtteufe von 206 Meter hatten, sowie fünf Tiefbausohlen mit zusammen 3700 Meter Streckenauffahrung und einer Abbauhöhe von 180 Meter aufgeschlossen. Die bauwürdige Ganglänge betrug maximal 340 Meter und nahm bis zur tiefsten Sohle auf 40 Meter Länge ab.
Am Heckbach in der Talsohle stand die Erzaufbereitungsanlage. Heute sieht man hier nur noch die alten Waschhalden.

## Bildergalerie
Das Gelände der ehemaligen Grube Silberkaule trägt immer noch die Spuren des Bergbaus, der hier in früheren Jahren umgegangen ist.

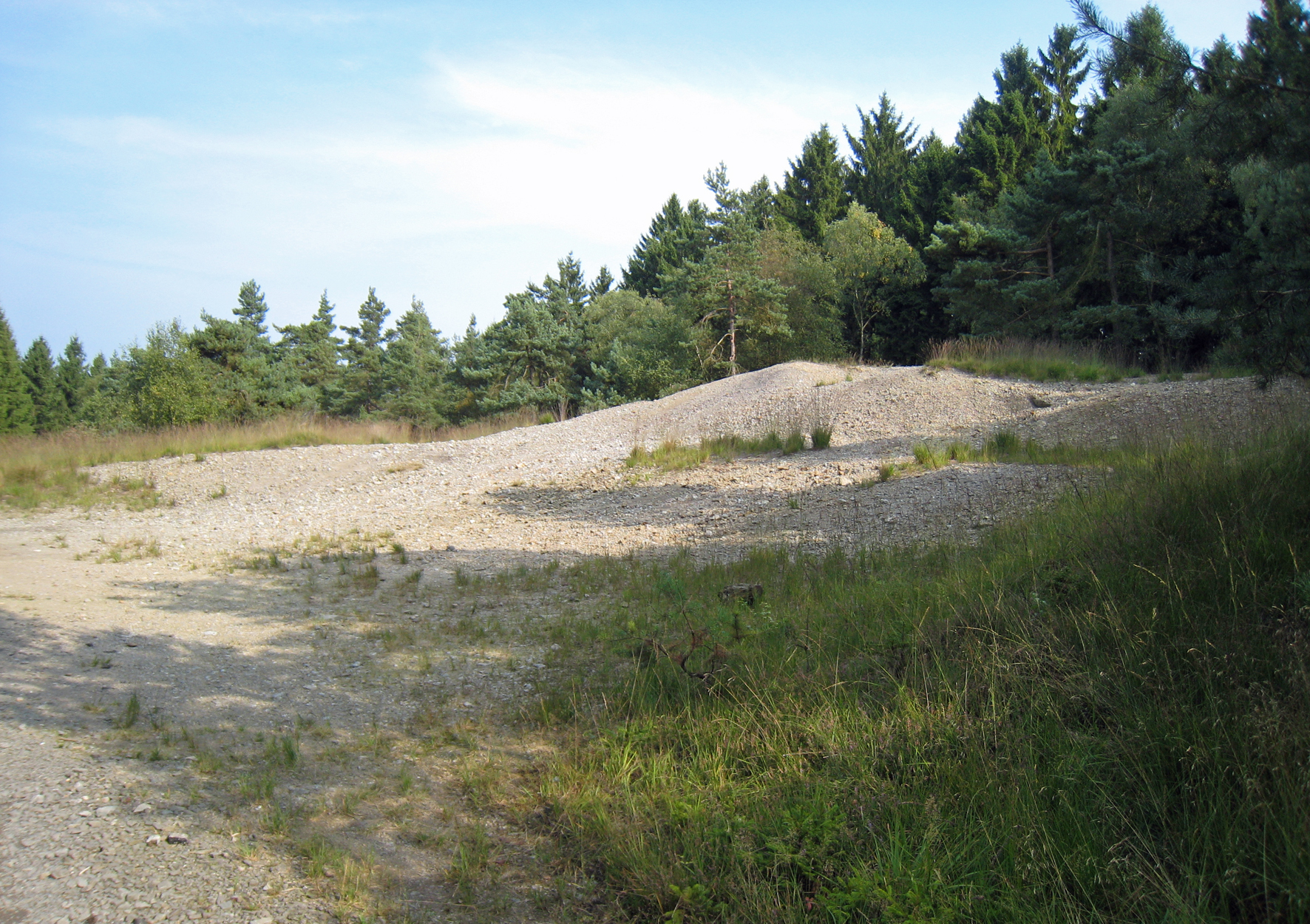
Mittelalterliche Halden auf der Bergkuppe des Heckbergs
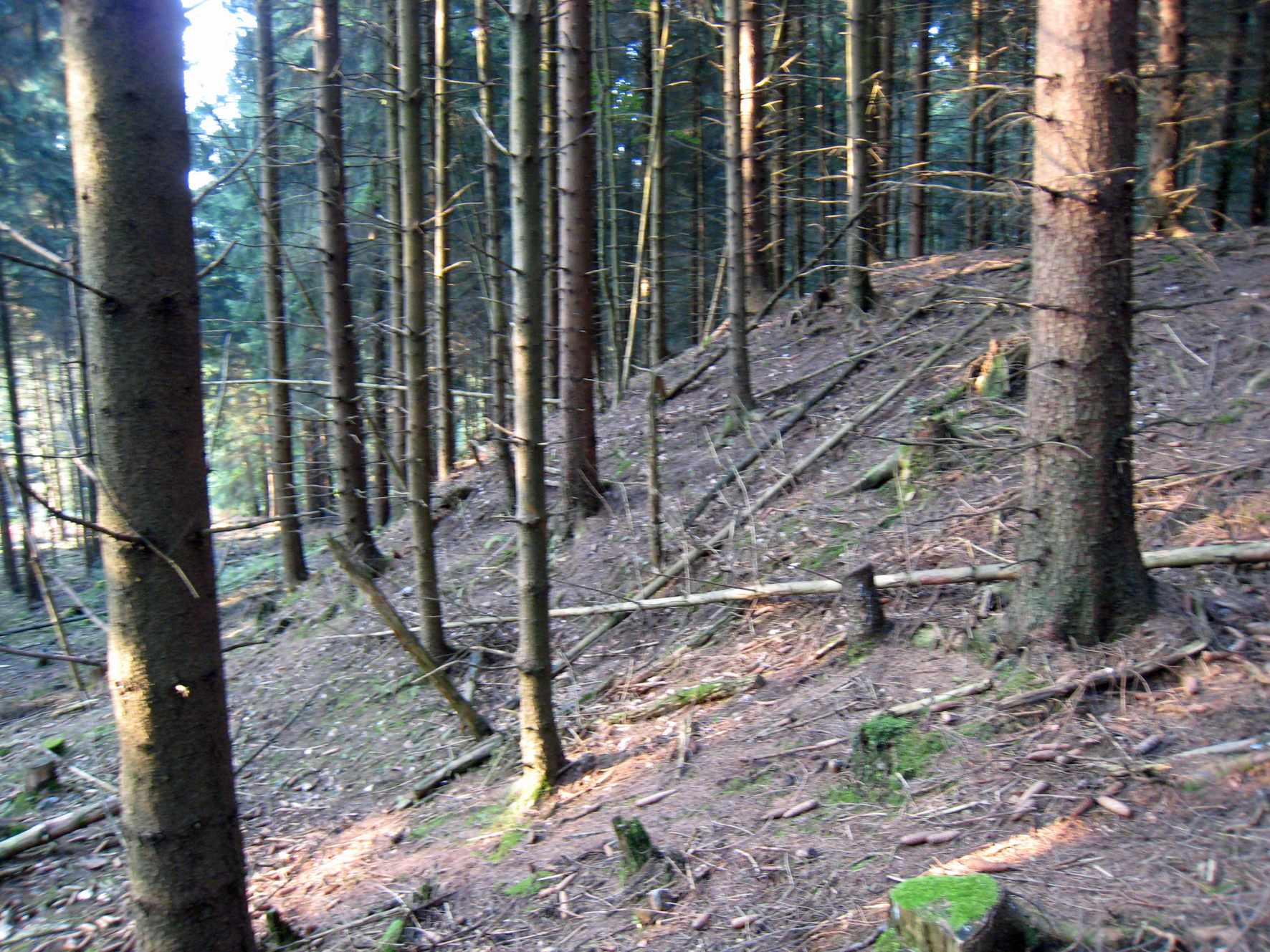
Halde eines Schachts, der hier gestanden hat
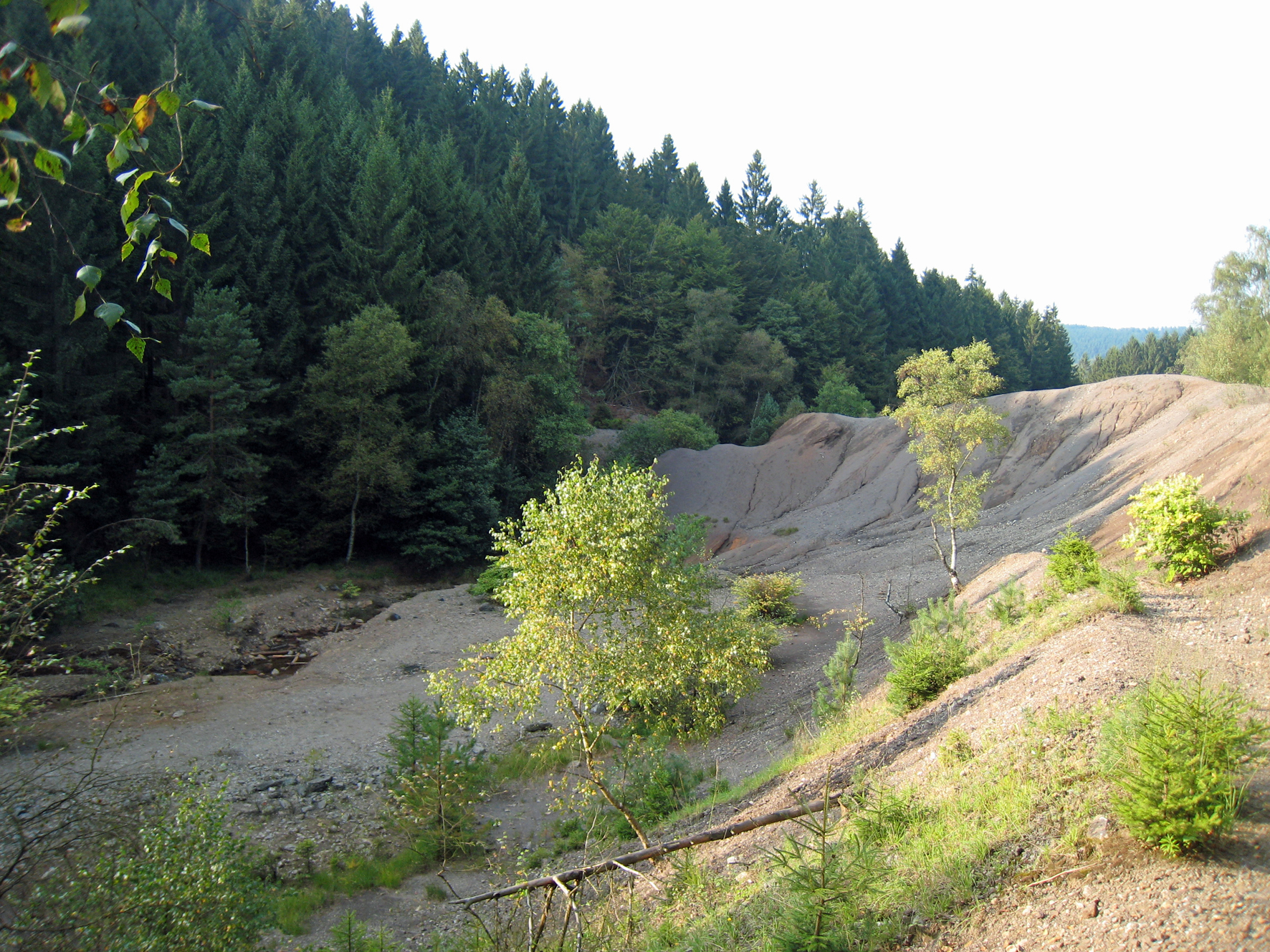
Waschhalden der ehemaligen Erzaufbereitungsanlage
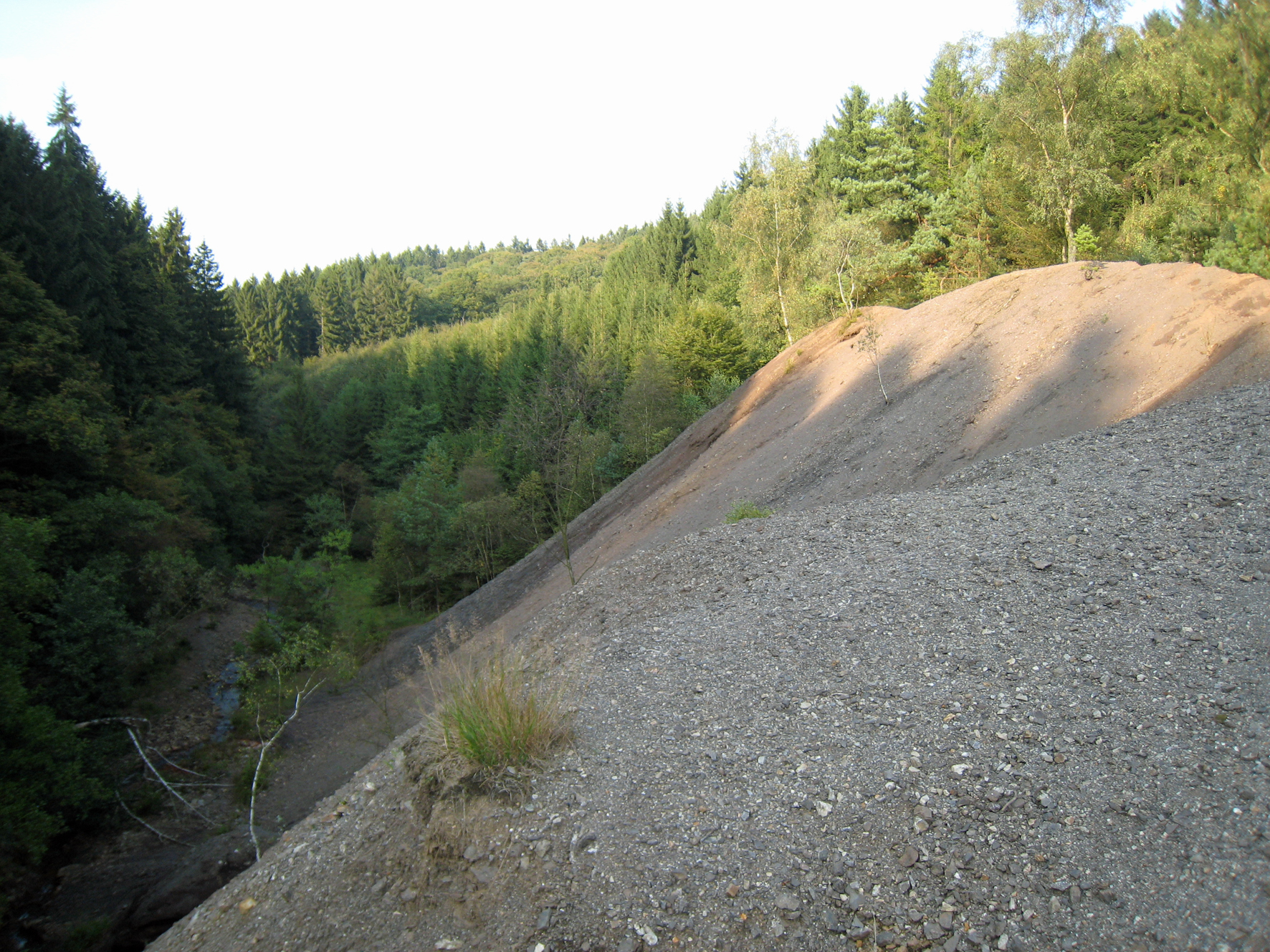
Waschhalden der ehemaligen Erzaufbereitungsanlage
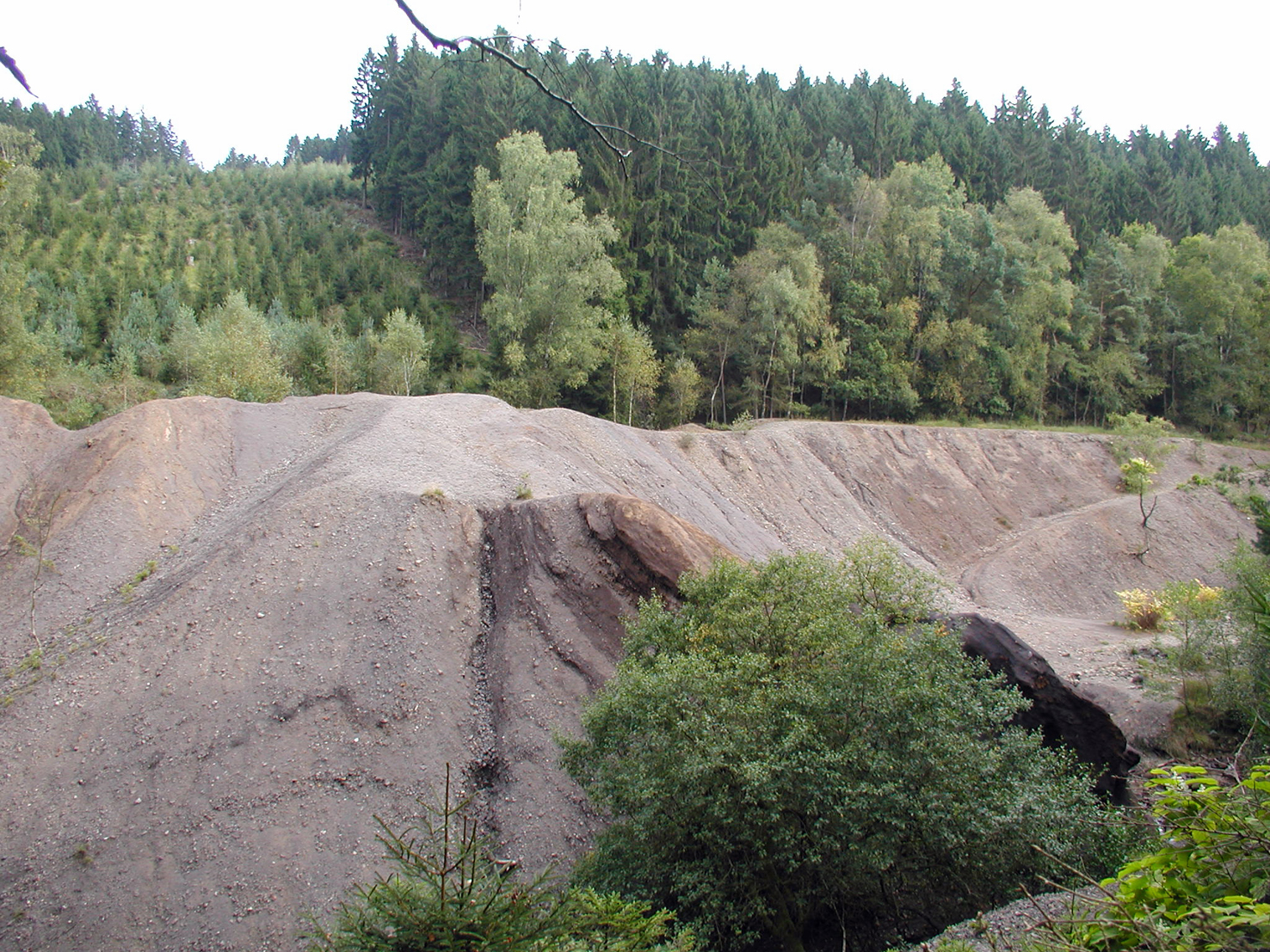
Waschhalden der ehemaligen Erzaufbereitungsanlage

## Einzelheiten über die Bergleute
Im Kirchenbuch Drabenderhöhe ist ein Johann Ernst August Bilke verzeichnet, der 1837 im Silberbergwerk Heck lebt. Er schwängerte Maria Elisabeth Marsch und bekannte sich vor Bürgermeister und Pfarrer zu dem Kind. Die Hochzeit wurde zwar bekannt gegeben, aber er verließ seine Braut vor der Heirat und ließ sie mit dem kleinen Wilhelm allein. Danach scheint das Bergwerk unbewohnt zu sein, bis die ersten Wohnhäuser an der Mine entstanden. Ab 1878 lebt Emil Lingor, von Beruf Steiger, in der Silberkaule. Er heiratete 1879 in Drabenderhöhe. Karl Friedrich Wilhelm Hardt, ebenfalls Steiger, heiratete 1882 in der Kirche zu Drabenderhöhe und lebt mit seiner Familie in Silberkaule. Der Bergmann Wilhelm Leber hat dort mit seiner Familie 1889 seinen Wohnsitz. Zur selben Zeit lebte dort der Obersteiger Philipp Jacob Hennemann und seine 9-köpfige Familie. Die Steiger und Obersteiger waren auch in der Elitevereinigung „Die Eintracht“ in Drabenderhöhe organisiert. Als Gründungsmitglieder sind aus Silberkaule dort ein Herr Glassmann, ein W. Preiss und ein Johann Müller vermerkt.
Mit dem Wiederaufleben des Bergbaus entstand ganz in der Nähe in Heckhaus eine Gastwirtschaft, die von Christian Klein und seiner Familie betrieben wurde. Er gehörte zur evangelischen Kirchengemeinde Drabenderhöhe, obwohl Heckhaus, wo nur ein Haus stand, bereits zur Gemeinde Much gehörte. Die Gastwirtschaft wurde wohl mit Schließung der Grube aufgegeben. In einem preußischen Adressbuch von 1901 sind dort noch die Witwe Johannes Haeger als Ackerin und Wilhelm Kreuzer als Jagdaufseher vermerkt. Die Familie Klein scheint in einen anderen Ort verzogen zu sein.

## Besonderheiten
Als der Grubenbetrieb eingestellt wurde, versetzte man das in der Silberkaule stehende Obersteigerhaus im Jahre 1896 nach Obermiebach, ein weiteres Wohnhaus wurde in den Drabenderhöher Ortsteil Anfang versetzt und später von den Geschwistern Voss bewohnt. Alle industriellen Anlagen wurden abgerissen. Heute ist davon nicht mehr viel zu sehen. Im Flurstück „Im rothen Suth“ befindet sich noch eine große Abraumhalde, die auf den früheren Bergbau hinweist.